# I Love the Little Things

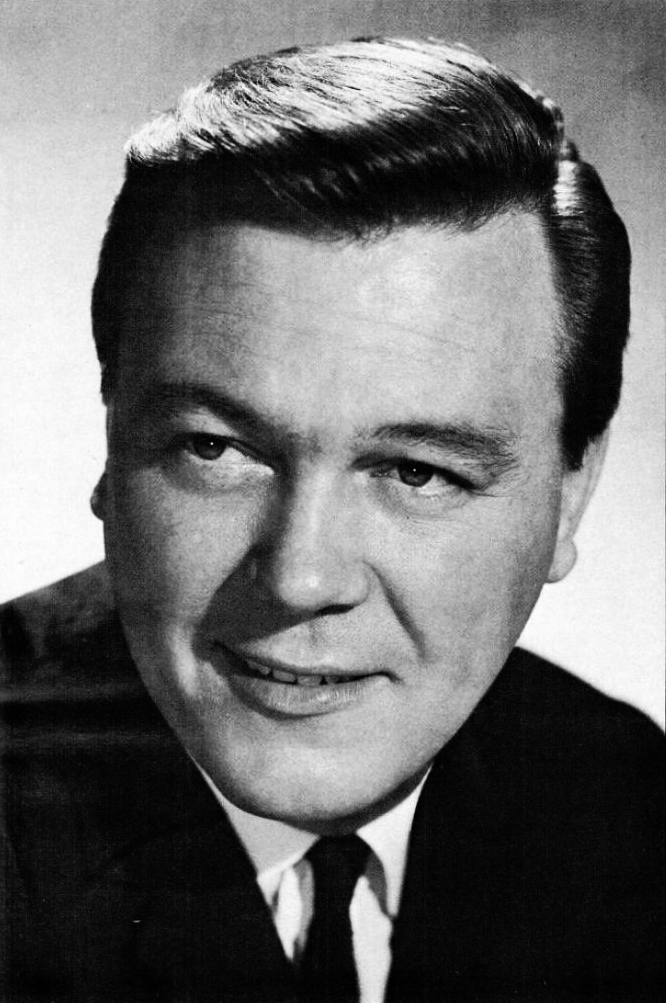
Matt Monro, intérprete de la canción.

«I Love the Little Things» —[aɪ lʌv ðə ˈlɪtl̩ θɪŋz]; en español: «Amo las pequeñas cosas»— es una canción compuesta por Tony Hatch e interpretada en inglés por Matt Monro. Se lanzó como sencillo en febrero de 1964 mediante Parlophone. Fue elegida para representar a Reino Unido en el Festival de la Canción de Eurovisión de 1964 tras ganar la final nacional inglesa, A Song For Europe, en 1964.

## Festival de Eurovisión

### A Song For Europe
Esta canción participó en la final nacional para elegir al representante inglés del Festival de la Canción de Eurovisión de 1964, celebrada el 7 de febrero de ese año y presentada por David Jacobs. Las seis canciones elegidas para participar fueron interpretadas por Matt Monro, y 16 jurados regionales se encargaron de la votación. Finalmente, la canción «I Love the Little Lhings» se declaró ganadora con 87 puntos, el doble de puntos que la canción subcampeona.

### Festival de la Canción de Eurovisión 1964
Esta canción fue la representación inglesa en el Festival de Eurovisión 1964. La orquesta fue dirigida por Harry Rabinowitz.
La canción fue interpretada 8ª en la noche del 21 de marzo de 1964 por Matt Monro, precedida por Francia con Rachel interpretando «Le chant de Mallory» y seguida por Alemania con Nora Nova interpretando «Man gewöhnt sich so schnell an das Schöne». Al final de las votaciones, la canción había recibido 17 puntos, y quedó en segundo puesto de un total de 16.
Fue sucedida como representación inglesa en el Festival de 1965 por Kathy Kirby con «I Belong».

## Letra
En la canción, el intérprete le dice a su amante que ama las pequeñas cosas que hace y dice, que está muy enamorado de ella y que quiere que estén juntos para siempre.

## Formatos
| Reino Unido, Italia y Países Bajos - Disco de vinilo 7" |                            |          |  |
| N.º                                                     | Título                     | Duración |  |
| 1.                                                      | «I Love the Little Things» |          |  |
| 2.                                                      | «It's Funny How You Know»  |          |  |

| Dinamarca, Noruega - Disco de vinilo 7" |                            |          |  |
| N.º                                     | Título                     | Duración |  |
| 1.                                      | «I Love the Little Things» |          |  |
| 2.                                      | «From Russia With Love»    |          |  |

| Reino Unido - EP |                                |          |  |
| N.º              | Título                         | Duración |  |
| 1.               | «Choose»                       |          |  |
| 2.               | «It's Funny How You Know»      |          |  |
| 3.               | «I Love the Little Things»     |          |  |
| 4.               | «I've Got The Moon on My Side» |          |  |

| Francia - EP |                                                  |          |  |
| N.º          | Título                                           | Duración |  |
| 1.           | «Bons baisers de Russie (From Russia With Love)» |          |  |
| 2.           | «I've Got The Moon on My Side»                   |          |  |
| 3.           | «I Love the Little Things»                       |          |  |
| 4.           | «It's Funny How You Know»                        |          |  |

| Portugal - EP |                                                  |          |  |
| N.º           | Título                                           | Duración |  |
| 1.            | «Anyone Who Had a Heart»                         |          |  |
| 2.            | «Just For You»                                   |          |  |
| 3.            | «From Russia With Love (Do Filme Do Mesmo Nome)» |          |  |
| 4.            | «I Love the Little Things»                       |          |  |

## Créditos
- Matt Monro: voz
- Tony Hatch: composición, letra
- Johnny Scott: instrumentación
- Parlophone: compañía discográfica

Fuente:

## Historial de lanzamiento
| Región       | Fecha           | Formato                    | Discográfica | Ref.   |
| ------------ | --------------- | -------------------------- | ------------ | ------ |
| Reino Unido  | Febrero de 1964 | Disco de vinilo 7", 45 RPM | Parlophone   | [ 1 ]  |
| Reino Unido  | Marzo de 1964   | EP                         | Parlophone   | [ 17 ] |
| Dinamarca    | 1964            | Disco de vinilo 7"         | Odeon        | [ 15 ] |
| Francia      | 1964            | EP                         | Odeon        | [ 18 ] |
| Italia       | 1964            | Disco de vinilo 7"         | Parlophone   | [ 13 ] |
| Noruega      | 1964            | Disco de vinilo 7"         | Odeon        | [ 16 ] |
| Países Bajos | 1964            | Disco de vinilo 7"         | Parlophone   | [ 14 ] |
| Portugal     | 1964            | EP                         | Parlophone   | [ 19 ] |